# Carpiodes carpio
Carpiodes carpio е вид лъчеперка от семейство Catostomidae. Видът не е застрашен от изчезване.

## Разпространение и местообитание
Разпространен е в Мексико и САЩ.
Обитава пясъчните дъна на сладководни басейни, заливи, реки и потоци в райони с тропически и умерен климат. Среща се на дълбочина около 0,5 m.

## Описание
На дължина достигат до 64 cm, а теглото им е максимум 4590 g.
Продължителността им на живот е около 10 години. Популацията на вида е стабилна.